# Далмација
Далмација је географска и историјска област на источној обали Јадранског мора. Назив је добила по античким Далматима. Током старије историје, просторни опсег Далмације често се мењао, пошто су то име носиле различите управне јединице, које су обухватале шира или ужа подручја (римска Далмација, византијска Далмација, млетачка Далмација, аустријска Далмација). У савременом добу, појам Далмације се у ужем смислу своди на средишњи део те области, који се налази у данашњој Хрватској, а протеже се од острва Раб на северозападу, до улаза у Бококоторски залив на југоистоку. Залеђе Далмације назива се Далматинска Загора.
У склопу данашње Хрватске, Далмација је подељена у четири жупаније, а најважнији градови региона су Задар, Шибеник, Сплит и Дубровник. Остали већи градови у Далмацији су Биоград на Мору, Каштела, Сињ, Солин, Омиш, Книн, Метковић, Макарска, Трогир, Плоче, Триљ и Имотски.
Највећа далматинска острва су Дуги Оток, Угљан, Пашман, Брач, Хвар, Корчула, Вис, Ластово и Мљет. Највеће планине Далмације су Динара, Мосор, Свилаја, Биоково, Мосећ и Козјак. Реке Далмације су Зрмања, Крка, Цетина и Неретва. У Далмацији се налази неколико националних паркова: крашки кањон Пакленица, Корнатски архипелаг, слапови Крке и острво у острву на Мљету.

## Историја
У античко доба, Далмација је била провинција Римског царства. У време распада Западног римског царства у 5. веку, Далмација постаје независна, а потом долази под власт Острогота, Византије и Словена. Источни део Далмације населили су Срби, а западни део Хрвати. Делови Далмације су били у саставу средњовековних српских кнежевина Паганије, Захумља и Травуније, као и у саставу других средњовековних српских држава - Србије кнежева Петра и Часлава, Дукље, Србије Немањића, Босне и државе херцега Вукчића. Западни делови Далмације су били под влашћу Хрватске и Угарске, док су појединим далматинским острвима и приморским градовима управљале Византија и Венеција. На југу Далмације је постојала независна Дубровачка република.
Османским освајањем, велики делови Далмације постају део Османског царства и административно се укључују у лички, клишки и херцеговачки санџак Босанског пашалука. Османске територије у Далмацији потом присваја Млетачка република, да би цела Далмација затим постала најпре део Француског царства а онда део Хабсбуршке монархије. У Хабсбуршкој монархији је Далмација чинила посебну покрајину, све до распада монархије 1918. године, када Далмација постаје део новоформиране Краљевине Срба, Хрвата и Словенаца (Југославије).
Између 1929. и 1939. године, Далмација је чинила главни део Приморске бановине, док су јужни делови регије били у саставу Зетске бановине. Између 1939. и 1941. године, регија је била у саставу Бановине Хрватске, да би током окупације Југославије 1941. године била подељена између такозване Независне Државе Хрватске и Италије. Након рата, Далмација постаје део нове социјалистичке Југославије и административно је припадала СР Хрватској. Издвајањем Хрватске из Југославије 1991. године, северни делови Далмације улазе у састав Републике Српске Крајине, да би након војног пораза РСК ушли у састав Хрватске.

## Становништво
Далмација је у етнографском погледу веома сложена и разнолика. Од микрорегије до микрорегије или од општине до општине, становништво се међусобно разликује по пореклу, језику, ношњи, обичајима, занимању и погледима на свет.
Данас већинско становништво Далмације чине Хрвати и, у мањој мери, Срби, који су крајем 20. века чинили око 15% становништва.
Значајна етничка група су историјски били и Италијани некад називани и Далмати, dalmati Italiani ili Dalmatinci, који су махом протерани или побијени након Другог светског рата, а делимично и асимилирани. Процењује се да данас у Далмацији живи око 70.000 особа италијанског порекла. Интересе италијанских Далматинаца у Далмацији данас заступа Покрет за Нову Далмацију.

## Геолошка историја
Далмацијa има доста једноличну геолошку грађу по целој њеној дужини и ширини. Карактерисична је по кречњачким гребенима, попут планине Динаре и њених наставака. Међу кречњацима највећи удео имају они створени у морима која су егзистирала за време креде и терцијара. Између њих се на мало места налазе творевине из неких старијих мора.
Далмација је у својој геолошкој историји више пута била покривена морима о чему сведоче стене које је изграђују. Према досадашњим сазнањима, најстарије море почело је да надире на територију данашње Далмације у другој половини карбонске периоде. Оно је покрило терен од старих кристаластих шкриљаца који сада у тој области нема на површини. У почетку је било дубоко, да би се са временом његова дубина смањивала. Од остатака животиња које су настањивале ово море настали су кречњаци карбонске старости.
Творевине пермске старости врло мало су заступљене у геолошкој грађи Далмације, што се карактерише колебањем и местимичним повлачењем мора из ове области током ове периоде.
На почетку тријаса море поново надире. У почетку је било плитко са мало живота по његовом песковитом дну. Са повећањем његове дубине повећавао се и број животиња које су га насељавале. У слојевима Мућа пронађено је 60 врста главоножаца, а у кречњацима јужне Далмације 44 врсте брахиопода.
Током горњег тријаса, за време таложења првих слојева у тадашњем мору, кроз Земљину кору пробиле су вулканске масе дијабаза (код Мућа), диорита и порфирита (на југу Далмације). Трошина тих вулканских маса помешала се са вапненим муљем на дну мора, па је тако постала једна особена стена „зелени камен”. У то доба данашња средња Далмација била је сува, а при крају тријаса море се повукло и из њених северних и јужних области.
За време јуре Далмација је била покривена морем које су настањивали мали пужеви, шкољке и корали. Током горње јуре појавили су се амонити и рибе (на Лемешу између Дрниша и Врлике). У јурском мору поједини делови Далмације штрчали су изнад морског нивоа попут острва. Ова острва нестала су на почетку млађе креде, када је данашња Далмација била потпуно покривена морем. То море није било дубоко о чему сведоче дебелокоре шкољке (рудисте) од којих су настали кречњаци. Морска обала, обрасла густом шумом четинара, била је близу данашњег Хвара. На крају креде море се сасвим повлачи из области Далмације. На северу Далмације остали су неки затони, а у средини формирана су неколика слатководна језера.
Ова језера егзистирала су и током првих неколико векова еоцена, и у њима су се формирали слојеви који са својим окаменотинама указују на поступни прелаз из креде у терцијар, са превлашћу облика из новије ере. Потом поново надире морска вода у којој су се створили дебели слојеви кречњака поглавито од сићушних животиња (фораминифера из редова алвеолина и нумулута). Током целог еоцена море се колебало. Као последица тога настали су неједнаки слојеви. Ови слојеви су и неједнако постављени јер је у то доба почело и у јакој мери се извршило поступно издизање набора, који су дали данашње обличје Далмацији.
У еоценим морима било је врло бујног живота који је оставио трагове на многим местима. Као пример може се узети околина Брибира, где су у слојевима нађени многобројни пужеви (58 врста), шкољке (54 врсте), морски јежеви (7 врста), корали (28 врста), фораминифери (17 врста).
Набирање и издизање тла праћено је пуцањем, раседањем и проваљивањем. На тај начин створене су многе потолине које су биле испуњене водама за време средњег и млађег дела терцијера (неоген).
Ове потолине испуњене су водом те су формирана језера у Сињском, Косовском, Петровом, Книнском и Жегарском пољу и око горњег тока Цетине. У тим језерима живело је много пужева и шкољака, од којих су многе врсте живеле само у Далмацији. Њихове обале биле су обрасле густом шумом. Највећа тадашња потолина потпала је у област Јадранског мора, а нека језера пресушила су при крају неогена.

## Рељеф и клима
Преовладава кршки рељеф, а клима је углавном средоземна (медитеранска), односно субмедитеранска с припадајућом вегетацијом.
Приморски карактер регије ојачан је великим уделом острвског појаса. У далматинској акваторији, без пашке острвске скупине, налази се 926 острва, острваца, хриди и гребена или 78% њиховог броја у Хрватској. Заузимају око 1.770 km2 (58% површине свих хрватских острва, односно 15% површине Далмације).
По постанку и грађи острва су део суседног динарског копна (непотопљени делови рељефних узвишења). Севернодалматинска острва су бројнија, а, осим Пага, и мања. Издужена су и пружају се паралелно са обалом и планинским низом у залеђу, у смеру северозапад - југоисток (тзв. далматински тип обале).
Изразити примери таквог типа обале су Паг, Угљан, Пашман, Дуги оток, Корнат и Жирје.
Отворена копнена обала око рта Плоче код Рогознице одваја их од средњодалматинских острва, која су већа и пружају се у смеру запад - исток (хварска скупина). То су Хвар, Брач, Корчула, Вис, Ластово и Чиово. Северозападно од Виса налазе се пучинска острвца Јабука и Брусник, који су вулканског порекла.
Најјужнија острва - Мљет и Елафитска острва и полуострво Пељешац пружају се динарским смером, северозапад - југоисток.
У рељефу већих острво истичу се кречњачка узвишења и нижи делови, удубљења, грађена од мање пропусних доломита. Нижи делови су понегде су замочварени (блата на Пагу, блатине на Мљету итд.), док су на рубовима долина деловањем абразије створена сликовита жала.
Копнени обални појас Далмације дуг је око 1.200 km, што је готово 2/3 хрватске копнене обале. Најнеповољнији је јужни део велебитског приморја и приобаље око рта Плоче, код Рогознице, које карактерише стрма и кршевита обала и слабија повезаност са залеђем. Највећом вредношћу истиче се приобаље између Трогира и ушћа Неретве, с каштеланском флишном зоном и шљунковитим подбиоковским жалама. Јужно од Дубровника обала је отворена према пучини и тиме долази под највећи утицај абразије.
У залеђу приобалног планинског низа средње Далмације, између реке Крке и доњег тока Неретве, пружа се око 150 km дуг кршки појас Далматинске загоре. Северозападно од Крке на Загору се настављају Равни котари и кршко побрђе Буковице.

## Воде
Превладавајућа кршка подлога одражава се у богатој и сложеној циркулацији вода и сразмерном сиромаштву површинских токова. Од већих река истичу се Цетина (105 km), Крка (75 km), Зрмања (64 km) и Неретва (218 km, од чега 20 km у Хрватској). У Далмацији се налазе два од три највећа природна језера у Хрватској:
- Вранско језеро код Биограда (Врана) - 20 km2
- Прокљанско језеро у доњем току Крке, код Шибеника - 11,5 km2

Од већих језера још се истичу Перучко језеро на реци Цетини, највећа акумулација у Хрватској (13 km2) и два крашка језера - Модро и Црвено језеро крај Имотског, те Баћинска језера (скупина од 5 језера, међусобно повезаних) код Плоча, алувијално језеро Кути код Опузена.

## Тла
У Далмацији превладавају тла која су се развила под превладавајућим утицајем литолошког састава подлоге. Најтипичнији представник такве врсте тала је црвеница, настала као резултат отапања карбонатне основе, кречњака и доломита. У Равним котарима и око Каштеланског залива налазе се смеђа тла, односно неразвијена тла на флишу, а у делти Неретве преовладавају алувијална тла, односно млађи речни наноси са слабо израженим педолошким својствима.

## Вегетација
На свим пучинским острвима и целом дужином копненог приобаља, готово од Задра на северозападу, протеже се еумедитеранско подручје зимзелене вегетације (храст црника, алепски бор, далматински црни бор). У копненој унутрашњости расту храст медунац с бјелограбом и црнограбом. На висинама већим од 1000 m јавља се буква, коју на још вишим деловима замењује клековина.
Присутни су разни деградацијски вегетацијски стадији, као резултат раног досељавања и хиљадугодишњег искориштавања ограничених господарских потенцијала кршке природне основе:
- макија- тешко проходне, густе и високе шикаре
- гариг - ниске и свијетле шикаре
- камењар - обрастао ниским полугрмовима и зељастим биљкама.